# بترياس
بترياس قرية في ناحية عين الشرقية التابعة لمنطقة جبلة في محافظة اللاذقية. بلغ عدد سكانها 707 نسمة عام 2004.